# Szlarnik żółtolicy
Szlarnik żółtolicy (Zosterops kikuyuensis) – gatunek małego ptaka z rodziny szlarników (Zosteropidae). Jest endemitem Kenii. Według klasyfikacji IUCN jest to gatunek najmniejszej troski.

## Systematyka
Takson ten po raz pierwszy zgodnie z zasadami nazewnictwa binominalnego opisał angielski zoolog Richard Bowdler Sharpe w 1891 roku na łamach czasopisma „Ibis”. Autor nadał gatunkowi nazwę Zosterops kikuyuensis. Jako miejsce typowe wskazał Kikuyu, obszar w środkowej Kenii zamieszkiwany przez ludy Kikuju. Holotyp dostarczony przez F. Jacksona w 1889 roku znajduje się w Muzeum Historii Naturalnej w Tring.
Takson ten był uznawany za podgatunek szlarnika białookiego (Zosterops poliogastrus), ale różni się od niego wyglądem. Jest to gatunek monotypowy.

### Etymologia
- Zosterops (Fosterops): gr. ζωστηρ zōstēr, ζωστηρος zōstēros „pas”; ωψ ōps, ωπος ōpos „oko”[12].
- kikuyensis – od Kikuyu – regionu w centralnej Kenii zamieszkałego przez ludy Kikuju[13].

## Morfologia
Mały ptak o szpiczastym, zakrzywionym, stosunkowo długim, czarnym dziobie. Nogi i stopy od łupkowych do jasnoszarych. Tęczówki od ciemnobrązowych do czarniawych. Nie występuje dymorfizm płciowy. Wokół oczu charakterystyczne szerokie białe obrączki oczne (3 mm), które od strony dzioba są nieco węższe i przerwane przez niewielką czarną plamkę. Od dzioba do oczu czarne zabarwienie, nad dziobem szerokie żółte czoło. Górna część głowy i jej boki oraz kark i grzbiet zielone. Gardło żółtawe. Podgardle, dolna część szyi i brzucha oraz pokrywy podogonowe żółte. Boki ciemnozielone. Ogon ciemnobrązowy z wąskimi zielonkawymi krawędziami. Skrzydła czarno-brązowe z żółtawozielonkawymi krawędziami lotek. Spody skrzydeł bladożółte. Młode osobniki przypominają dorosłe. Długość ciała 11,5–12 cm, masa ciała 9–14 g.

## Zasięg występowania
Szlarnik żółtolicy występuje tylko w środkowej Kenii, na stokach wulkanów i gór w hrabstwie Meru w masywie Kenia, w Górach Aberdare na wysokościach od 1500 do 3400 m n.p.m. Zasięg występowania (EOO, Extent of Occurrence) według szacunków organizacji BirdLife International obejmuje około 28,2 tys. km².

## Ekologia
Jego głównym siedliskiem są tropikalne lasy górskie i ich obrzeża, lasy bambusowe, zadrzewione ogrody, gaje oliwkowe, obszary porośnięte roślinami z rodzaju wilczomlecz (Euphorbia), lasy eukaliptusowe i iglaste. Jest gatunkiem osiadłym. Długość pokolenia jest określana na 3,5 roku. Dieta tego gatunku składa się z małych jagód, fig, miąższu papai, także niewielkich bezkręgowców, a zwłaszcza mszyc (Aphidoidea), oraz nektaru. Żeruje w stadach liczących do 30 osobników.

### Rozmnażanie
Sezon lęgowy od lutego do czerwca z największą intensywnością w kwietniu i maju, w sezonie do dwóch lęgów, ale stwierdzono także trzeci w przypadku niepowodzenia poprzednich. Gniazdo budowane jest przez obie płcie. Zajmuje to 7–10 dni. Ma kształt niewielkiej miseczki o średnicy 45 mm i głębokości około 35 mm. Zbudowane jest z porostów, mchu, drobnych włókien i pajęczyn. Umieszczane jest w rozwidleniu gałązek na wysokości 1–7 m nad ziemią, w takim miejscu, aby było osłonięte przez liście od deszczu i słońca. W lęgu 2–3 białe lub niebieskie jaja 17–18 x 12 mm. Inkubowane przez oboje rodziców przez okres 11–12 dni; pisklęta po wykluciu przebywają w gnieździe przez 15 dni. Jaja i pisklęta padają łupem drapieżników m.in. dzierzb i gryzoni nadrzewnych. W gniazdach tego gatunku składa jaja pasożyt lęgowy – miodowodzik szarogłowy (Prodotiscus zambesiae).

## Status zagrożenia
W Czerwonej księdze gatunków zagrożonych Międzynarodowej Unii Ochrony Przyrody szlarnik żółtolicy jest zaliczany do kategorii LC (ang. Least Concern – gatunek najmniejszej troski). Liczebność populacji nie jest oszacowana, ale gatunek uznaje się za pospolity, a nawet w pewnych obszarach jako liczny. Ze względu na brak badań nad wpływem zmian środowiskowych na liczebność tego gatunku trend jego populacji nie jest określony.